# Art timouride
L’art timouride regroupe les créations artistiques produites sous la dynastie du même nom, qui régna sur un empire s'étendant de la Perse orientale à l'Irak et à la Syrie entre 1370 et 1506.

## Contexte

### Contexte historique

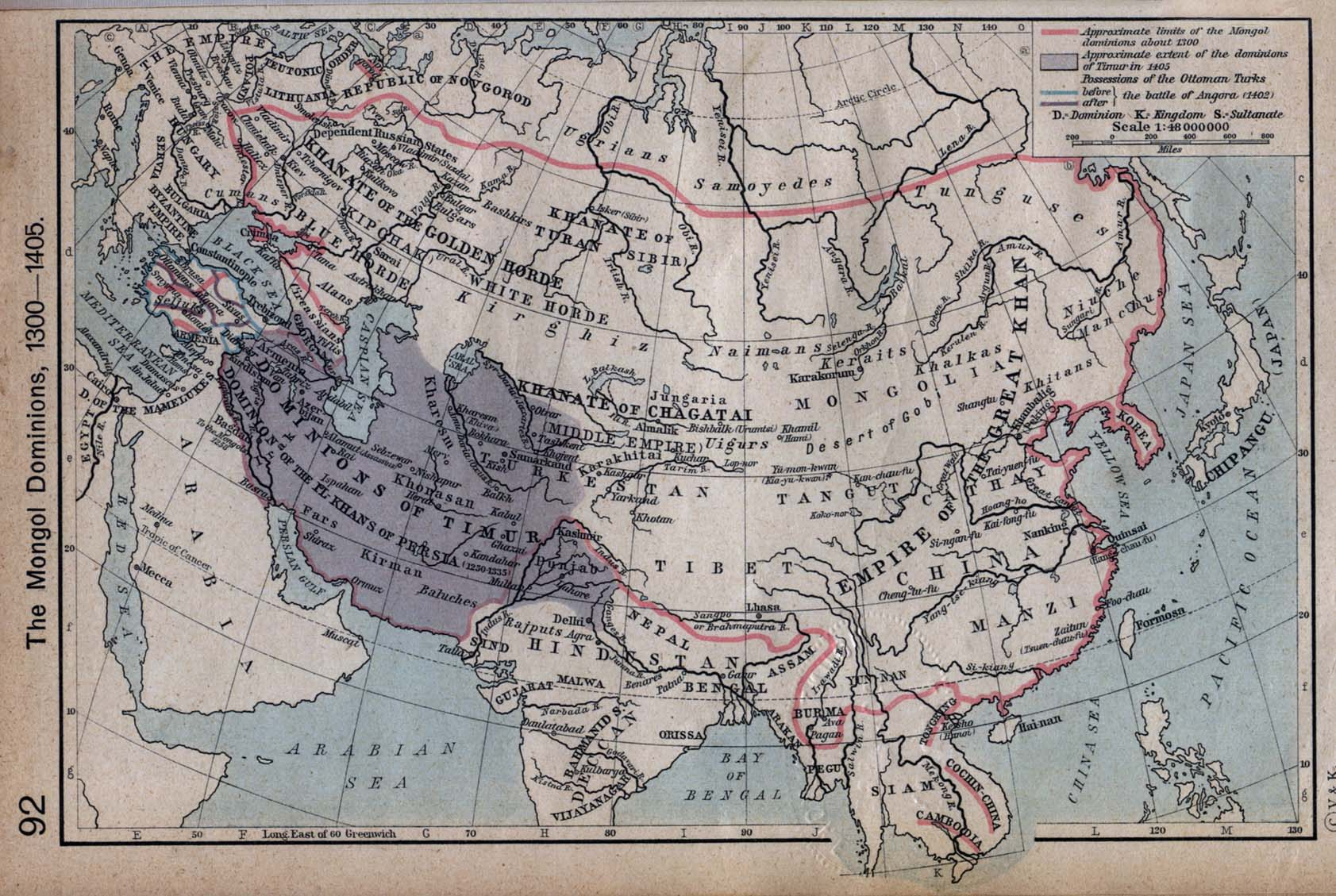
L'Asie mongole et les territoires de Timour (en gris)

L'empire timouride naquit de la conquête de Timur-i Leng ("Timour le boiteux"), plus connu sous le nom de Tamerlan. Celui-ci était originaire de Kesh, l'actuelle Shahr-e Sabz, une ville située à environ 100 km au sud de Samarcande. Il appartenait au clan turco-mongol des Barlas, parents lointains de Gengis Khan. Par un système d'alliance, Timour parvint à prendre possession de la ville de Samarcande en 1370, avant de s'engager dans une conquête fulgurante du monde islamique : il s'empara du Khwarezm et du Khorasan en 1371, de l'Iran et de la Mésopotamie cinq ans plus tard, de la plaine Kipchak où régnait la Horde d'or. En 1395, il occupa pendant un an la ville de Moscou, avant de faire campagne en Inde (1398-1399) et de mettre à sac la ville de Delhi. En Anatolie en 1402, il s'empara de la personne du sultan Bayezid Ier, puis se battit en Syrie, prit Damas, se dirigea vers l'Égypte, mais la dynastie Mamelouke se déclara vassale, évitant ainsi l'annexion de son territoire. Il meurt à soixante et onze ans alors qu'il s'apprêtait à se diriger vers la Chine.
La succession du conquérant avait été organisée de son vivant, et c'est son fils Shah Rukh qui monta sur le trône. Mais le territoire se morcela rapidement, et il fallut au successeur de Timour prendre les armes pour reconquérir l'empire que lui avait légué son père. En 1420, il dirigeait l'Iran et l'Irak, et dominait, au moins de nom, l'Inde et la Chine. Son propre fils, Ulugh Beg, astronome réputé, et gouverneur de Samarcande, prit sa succession en 1447. Mais, attaqué de toutes parts, il connut une période de décadence territoriale qui se poursuivit jusqu'à la fin du règne de sultan Husayn Bayqara (r. 1469-1506), qui clôt la dynastie.

### Le contexte de la création artistique
Timour, bien qu'illettré, avait un grand goût pour la culture et l'art. À chacune de ses conquêtes, il déportait nombre d'artistes et d'artisans vers Samarcande, ce qui créa un nouvel art métissé et brillant : le "style timouride international". Ce style se diffusa dans tout le monde islamique après la mort de Timour, lorsque les artisans revinrent chez eux et composèrent un peu partout des œuvres aux influences variées, d'après ce qu'ils avaient pu voir à Samarcande.
Le mécénat sultanien était important grâce aux richesses accumulées pendant les conquêtes : la moitié des édifices alors construits furent des commandes impériales. Il faut noter le rôle important des femmes dans toutes les commandes artistiques.

## Architecture et urbanisme

### Généralités
Plusieurs éléments sont considérés comme caractéristiques du style architectural timouride :
- la richesse des commandes, qui donne lieu à des monuments d'échelle colossale et regorgeant de matériaux précieux
- l'utilisation de techniques iraniennes, à savoir de la brique comme matériau principal, et d'éléments comme les iwans, les pishtaks, etc.
- l'importance de la géométrie et de la notion d'ordre, de régularité (symétrie, distribution spatiale hiérarchisée...). Une unité de mesure standardisée est mise en place : le gaz.
- des techniques de construction plus avancées, pour les coupoles (à doubles coques donc plus hautes) et les voûtes notamment.
- l'utilisation intensive de la mosaïque de céramique et du hazerbaf pour les décors.

Les différentes productions de céramique architecturale :

Plusieurs techniques de céramique sont utilisées pour décorer les architectures :
- Le hazerbaf ("mille tissages" en persan), joue sur l'opposition entre briques glaçurées et non-glaçurées, donnant un effet de textile ;
- La mosaïque de céramique est une technique née sous les il-khanides, longue et coûteuse, qui consiste à découper dans des carreaux de céramique colorée des motifs et à les assembler entre eux ;
- La  cuerda seca est une technique plus simple et plus rapide, qui permet d'obtenir les mêmes effets que la mosaïque de céramique en séparant les glaçures colorées par un trait gras noir. Cette technique oubliée renaît un peu sous les Timourides, mais acquiert ses lettres de noblesse sous les Safavides ;
- La céramique taillée est très rarement employée du fait de sa complexité. On la trouve parfois dans certains tombeaux de Shah-i Zinda.

### Sous Timour

#### Urbanisme
À partir de 1370, Timour décida de prendre Samarcande comme capitale. Cette ville, qui existait depuis la période achéménide avait été rasée par les invasions mongoles, et dut être entièrement reconstruite. Entourée d'une muraille ouverte de six portes, elle se compose d'un centre (le Registan) où convergent six avenues qui structurent la cité. Des structures importantes, comme le grand bazar et la citadelle sont bâties à cette période, mais la nécropole de Shah-i Zinda comporte des tombeaux beaucoup plus anciens.

#### Architecture religieuse
Deux bâtiments, situés tous deux à Samarcande, peuvent être mentionnés : il s'agit de la Mosquée Bibi-Khanym et du Gour Emir.
La mosquée Bibi Khanum porte ce nom en souvenir de la femme de Timour (Tamerlan), à qui elle est dédiée. Implantée en plein cœur de la ville, elle fut commandée en 1398-99, au retour de la campagne indienne, mais subit de nombreuses restaurations tout au long de son histoire (le dôme principal s'était effondré dès le XVe siècle). Son plan s'inscrit dans un rectangle de 109 × 107 mètres. Il s'agit d'un plan iranien à quatre iwans, entouré sur trois côtés de salles sous coupole et d'un portique. Le portail, extrêmement haut et profond, est l'archétype d'un pishtak ; entièrement recouvert de céramique, il comporte dans sa partie supérieure une généalogie de Timur-i Leng (Tamerlan). Les coupoles sont côtelées et bulbeuses, décorées par de la céramique.
Le Gour Emir est un peu plus tardif : sa construction s'échelonne entre 1400 et 1404. Il s'agit en fait un complexe composé d'une madrasa (avant 1401) à l'est, d'une khanqah à l’ouest et du tombeau dynastique, construit en 1403 après la mort d'un des petits fils de Timour. Ce mausolée, carré à l'intérieur mais octogonal à l'extérieur, est surmonté d'une coupole très haute car elle comporte deux coques. Son décor est marqué par une profusion de matériaux précieux : carreaux en onyx, inscriptions en jaspe vert, céramique dorée. Dans la coupole et certains renfoncements, on note une importante utilisation des muqarnas.

#### Architecture funéraire
Dans ce domaine, le monument le plus important est sans conteste le mausolée de Shaykh Ahmad Yasavi, construit à Turkestan entre 1394 et 1399. Lieu de pèlerinage important, la sépulture du fondateur de l'ordre soufi des Yasavi forme un grand rectangle (65,5 × 46,5 m), centré sous une salle sous coupole. Celle-ci sert de hall d'entrée derrière un portail en forme de grand iwan, et ouvre vers la tombe (à l'arrière) et diverses pièces annexes sur les côtés (bains, bibliothèque, cuisine, salles de prière, mosquée). On remarque une hiérarchie dans la distribution spatiale, la hauteur du monument diminuant au fur et à mesure que le visiteur avance vers la tombe. Le décor est réalisé par des muqarnas (dans les voûtes et les coupoles) et grâce à la technique du hazerbaf au dehors. Les signatures des artistes font référence à la ville de Shiraz, ce qui indique sans doute que des techniques (de voûtement notamment) ont été amenées depuis cette cité par le biais des déportations.

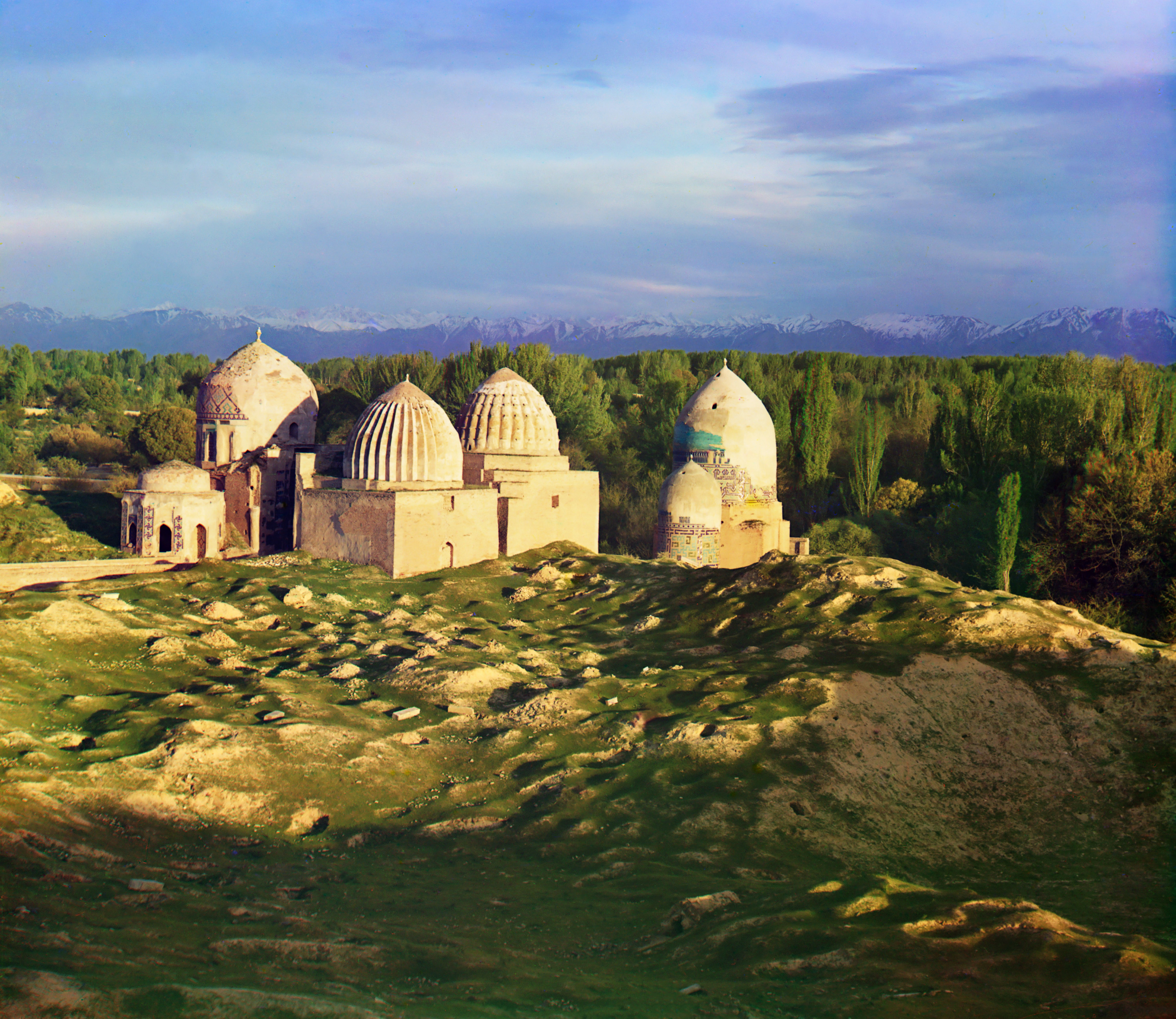
Nécropole de Shah-i Zinda, Samarcande, XIe siècle - XVe siècle

On peut également mentionner la nécropole de Shah-i Zinda ("le roi vivant") à Samarcande, qui comporte des tombeaux de différentes périodes entre le XIe et le XVe siècle. Malgré les différences de date, on remarque une recherche d'uniformité entre tous les tombeaux, qui sont tous des cubes sous coupoles. Ceux de la période timouride se distinguent par leur hauteur, leurs coupoles côtelées et leur revêtement complexe de céramique.

#### Architecture civile
La ville natale de Timour, Kish, fut transformée par lui en capitale secondaire, et un palais, le Aq Saray (palais blanc) y fut édifié entre 1379 et 1396. Il n'en subsiste qu'un portail haut de 50 m, extrêmement profond et cantonné de deux bastions. Il est décoré en mosaïque de céramique et en cuerda seca.

### Après Timour

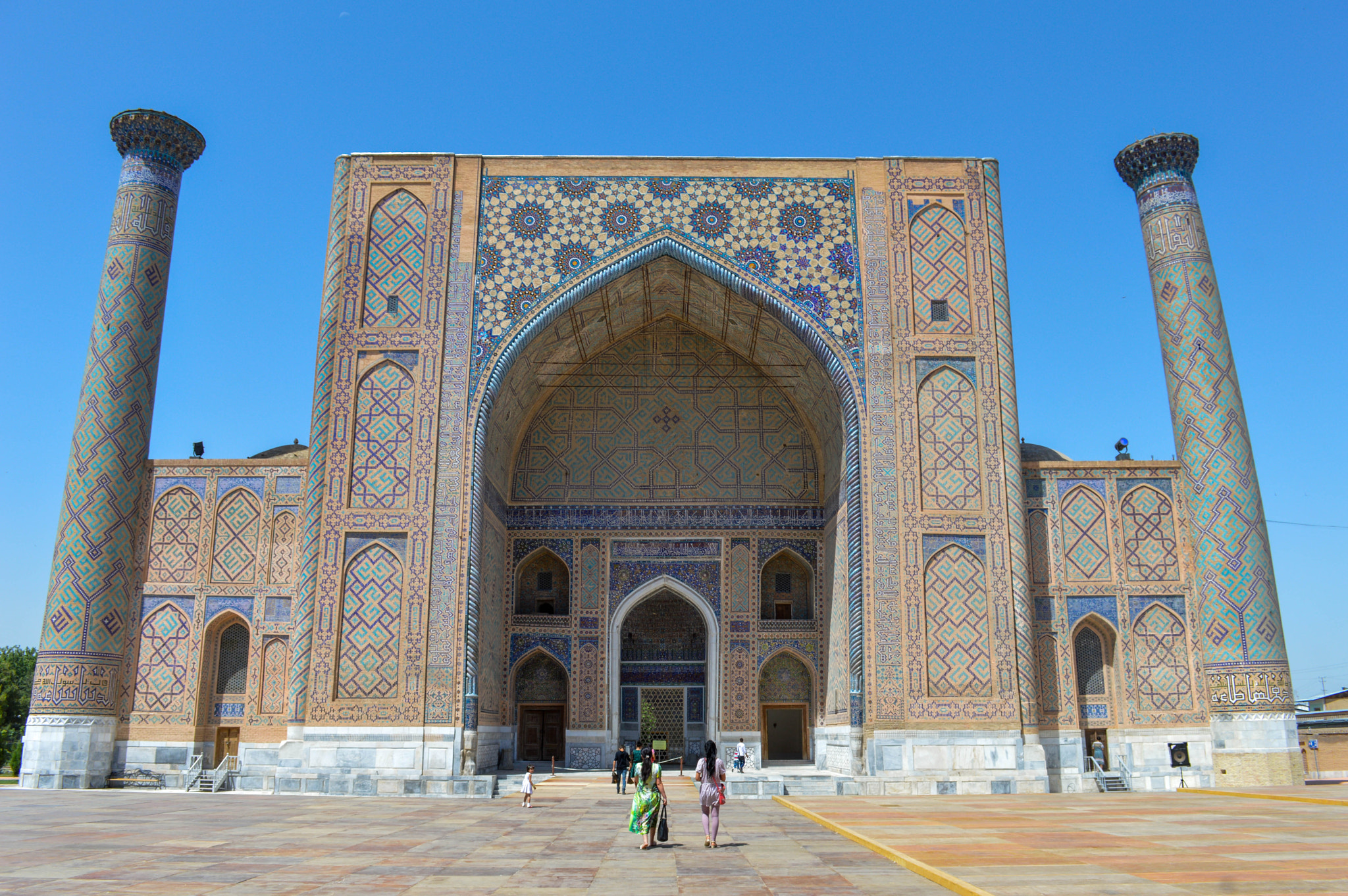
Iwan d'entrée de la madrasa d'Ulugh Beg, Samarcande, 1417-1421

Sous Shah Rukh, ce fut la ville de Herat qui devint capitale et fut rénovée. On y trouve en particulier une madrasa-mausolée faite par Qavam al-Din Shirazi entre 1417 et 1437 sur commande de la femme du sultan, Gawharshad. La tombe, qui constitue le seul élément survivant avec deux minarets, est couverte d'un dôme à double coque, dans lequel on observe des nouveautés : une zone de transition très basse, avec des trompes, et une chambre plus cruciforme que carrée.
Leur fils Ulugh Beg, quant à lui fit construire un immense observatoire à Samarcande, aujourd'hui disparu. Une madrasa, située devant le Régistan, la place centrale de Samarcande, fut également édifiée sur son ordre entre 1417 et 1420. Il s'agit de l'un des bâtiments les plus complexes du règne timouride, qui fonctionnait originellement couplé avec une khanqah. Son grand iwan d'entrée, mène à une cour carrée à quatre iwans, de 30 m de côté, entourée de logements pour cent étudiants. Pour le décor, toutes les surfaces sont couvertes de lambris de marbre, de mosaïque de briques, de carreaux de céramique en cuerda seca, etc. Ulugh Beg fit bâtir à Boukhara une autre madrasa, ouverte en 1418.

## Objets
La déportation des artisans à Samarcande permit d'établir un contact entre les différents foyers culturels de l'Orient, depuis la Syrie jusqu'à la Chine. Le style timouride international qui éclot alors portait plusieurs marques : une importante influence chinoise et une forte emprise de kitabkhana, l'atelier de peinture.

### Travail de la pierre dure
Les Timourides appréciaient particulièrement le travail des pierres dures, auxquelles ils attribuaient des propriétés magiques. La plus utilisée était le jade, à savoir une néphrite dont les couleurs varient depuis le blanc jusqu'au vert presque noir. Cette mode, qui dénote une forte influence de la Chine, où le jade est taillé depuis des millénaires, fut lancée par Ulugh Beg. Le centre principal de fabrication en était Herat.
Le type le plus connu pour les objets en jade est un pichet globuleux surmonté d'un col cylindrique large dont l'anse est en forme de dragon. Ce type, qui viendrait peut-être du métal, fut également repris par les potiers Yuan. On connaît aussi des sceaux, de la vaisselle (tasses à vin) et de garde d'épées fabriquées en cette matière.

### Céramique

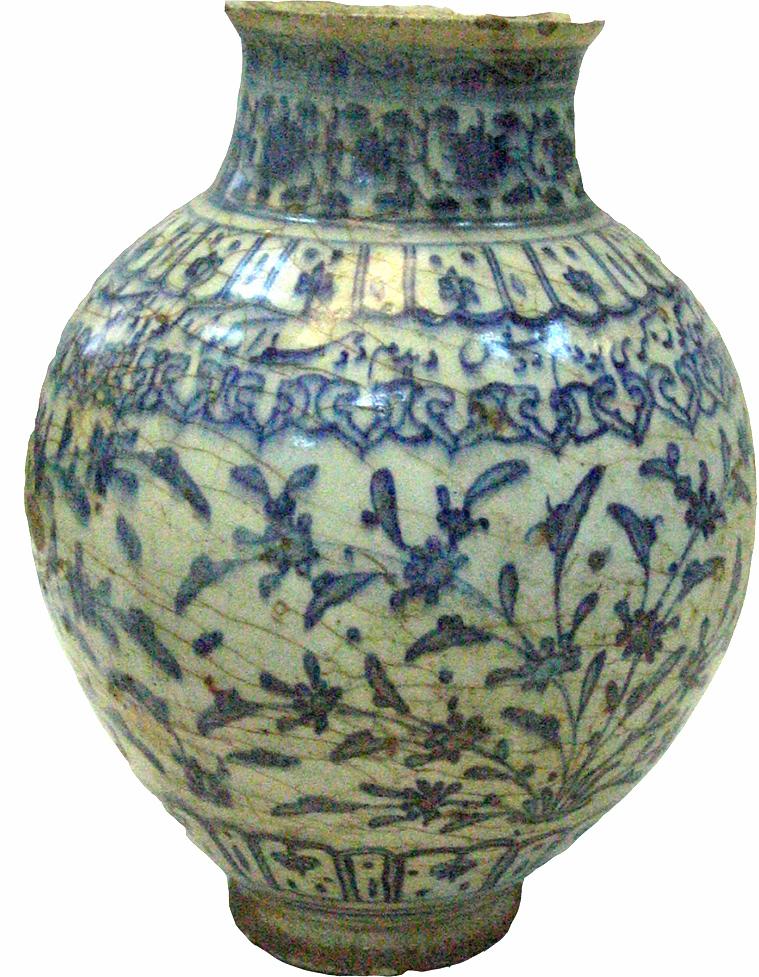
Jarre bleu et blanc, Mashhad, 1465, décor peint sous glaçure, musée national d'Iran, Téhéran.
On note des influences chinoises dans le décor, ainsi qu'une inscription en calligraphie nasta'liq

L'art de la céramique timouride est un art problématique, peu étudié, qui semble en déclin par rapport aux périodes précédentes. Quatre centres de production majeurs ont pu être dégagés :
- Samarcande, où officient des potiers de Damas déportés,
- Nishapur et Mashhad, deux centres de bleu et blanc
- Tabriz, qui pourrait cependant être un centre d'art turkmène et non timuride.

Deux autres centres sont moins sûrs : Diyarbakir et Chiraz. Sous Ulugh Beg, un déplacement vers Herat a lieu, mais on ne sait pas vraiment à quelle échelle.
Il existe différents types de production :
- La céramique de Kubacha, qui commence à se développer au XVe siècle, même si elle prendra tout son essor sous les Safavides ;
- Le peint en noir sous glaçure colorée turquoise, bleue ou plus rarement verte. Cette technique s'inscrit nettement dans la descendance des Il-khanides, et est marquée par une forte influence de la Chine (marlis chantournés, motifs de poissons, couleur vert pâle imitant les céladons...) ;
- Le lustre métallique, de couleur orangée avec un décor en réserve, n'est quasiment pas usité ;
- Le bleu et blanc commence à se développer, en imitation des productions de porcelaines chinoises considérées comme des objets de grande valeur.

### L'art du métal
L'art du métal se divise en deux périodes :
- Sous Timour, les pièces produites sont énormes, comme on le remarque dans le tombeau de Shaykh Ahmad Yasavi, qui conservait un chaudron de 2,43 m de diamètre (aujourd'hui à l'Ermitage) et une série de six lampes à huile en bronze incrustées d'or et d'argent. L'une se trouve à l'Ermitage, une autre au Louvre, et les quatre dernières sont encore dans le tombeau.

- Après le règne de Timour, les objets retournent à une taille plus petite, et le décor d'incrustation se miniaturise. On note une forte inspiration des objets en jade, ce qui donne lieu à une série de pichets semblables à ceux réalisés dans cette matière. Le centre principal de production est Herat

## L'art du livre

### Généralités
Le concept de kitabkhana né au XIVe siècle sous les Il-khanides se développe sous leurs successeurs. Cette institution, qui prend en charge les artistes liés à la fabrication de nouveaux manuscrits, permet l'éclosion d'un art du livre plus que florissant. On connaît plusieurs noms de kitabdar (directeurs), comme Nasr al-Muzahhab, qui officie sous Ibrahim Sultan, ou Jafar Tabrizi, qui travaille à Herat vers 1430 pour le compte de Baysunghur.
La calligraphie connaît d'importantes évolutions, notamment grâce à l'invention de l'écriture nasta'liq, qui naît à Shiraz et Tabriz vers 1375. Le nashki continue à être utilisé, mais le thuluth décline tandis que le kufique ne sert que comme écriture ornementale dans les titres.
De nouveaux papiers apparaissent également au cours du XVe siècle : papiers colorés et papiers sablés d'or.
Enfin, le domaine de la reliure fait également preuve d'une créativité nouvelle. Généralement en maroquin, elle est décorée de diverses manières : avec des fers, des ajourements laissant voir des papiers colorés, des rehauts dorés et bleus, etc.

### Productions
On peut diviser la période en trois :
- de 1370 à 1440, où les mécènes sont les enfants de Timour nommés gouverneurs. Ils sont souvent eux-mêmes artistes. Il existe alors trois ateliers florissants : Samarcande, Shiraz (et le Fars) et Herat.
- de 1440 à 1470, qui correspond à une période de transition, où se développe l'art du livre turkmène à Shiraz et Baghdad et ou Herat ne produit qu’un nombre restreint de manuscrits
- de 1470 à 1515, où l'atelier de Herat retrouve une forte activité, mais où un style différent est utilisé.

#### 1370-1440

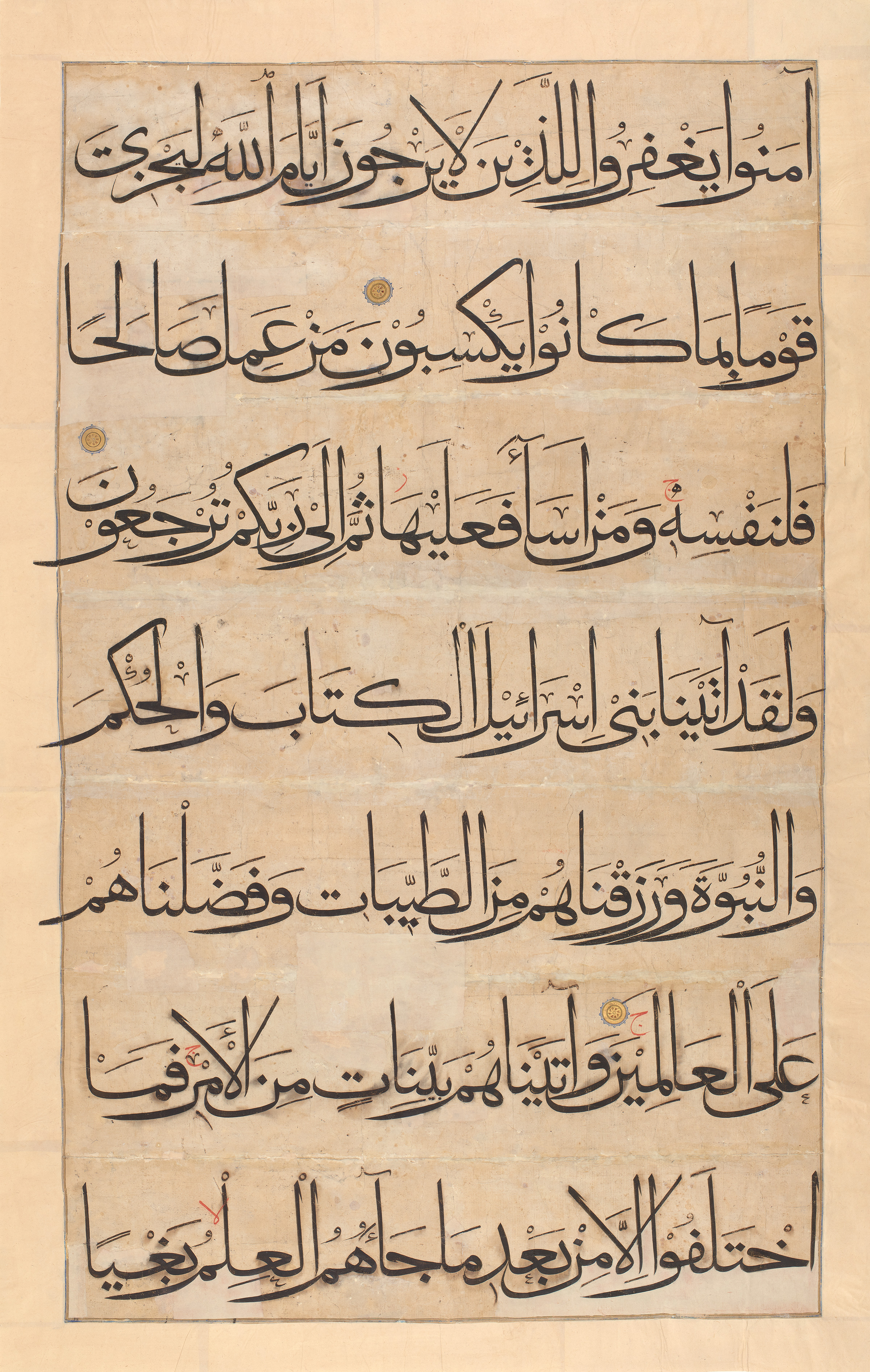
Folio de Coran, vers 1400, fait à Samarcande sur ordre de Timour

À Samarcande, un grand rassemblement de peintres a lieu grâce à Timour, mais aucun manuscrit à peintures commandité par lui n'est connu. On ne conserve que deux Corans faits sur son ordre. Par contre, Ulugh Beg fut un grand mécène, et plusieurs manuscrits lui sont rattachés, comme un Suwar al-kawarib d'al-Sufi fait vers 1430-1440 et comportant 74 peintures dont un portrait du souverain. Plusieurs ouvrages astronomiques rappellent également son goût pour cette science.
À Shiraz et dans le Fars, c'est Pir Muhammad qui le premier poursuit la tradition de mécénat muzaffaride. Iskandar Sultan développe ce mécénat, suivi par Ibrahim Sultan, qui est lui-même calligraphe (on connaît des Corans de sa main) et le fils de ce dernier, Abdullah. Le style développé dans cette école se distingue par les silhouettes élancées des chevaux et des personnages, et le mélange de traditions muzaffarides et jalayirides.
À Herat, deux grands mécènes doivent être nommés : Shah Rukh, qui possédait une très riche bibliothèque de textes scientifiques et historiques (on connaît des manuscrits avec le cachet de sa bibliothèque) et Baysunghur, son fils, à la fois calligraphe et poète. On peut signaler plusieurs manuscrits importants, comme le Bayasanghori Shâhnâmeh ou le Jami al-tawarikh supplément persan 1113 de la BNF, qui, en plus de ses miniatures de style jalayiride, en compte également quelques-unes de cette période. Un Miraj nâmâ réalisé en 1436 pour un commanditaire inconnu (BNF, supplément turc 190), est également très intéressant : il combine des inscriptions dans une calligraphie spéciale, l'ouïgour, qui permet de noter le turc ancien, et des citations de hadith en arabe dans une autre calligraphie. On note une forte influence de l'Asie centrale et du bouddhisme.

#### 1440-1470
Il n'existe quasiment pas de production de manuscrits à peinture entre la mort de Shah Rukh (1447) et 1470. On pourrait simplement signaler un Mantiq al-Tayr ("colloque des oiseaux") produit à Herat en 1456 et conservé à Berlin, dont les quelques peintures présentent un style simple, assez peu élaboré, et qui ne mentionne aucun dédicataire. En même temps se développe le style turkmène à Shiraz et Baghdad.

#### 1470-1506

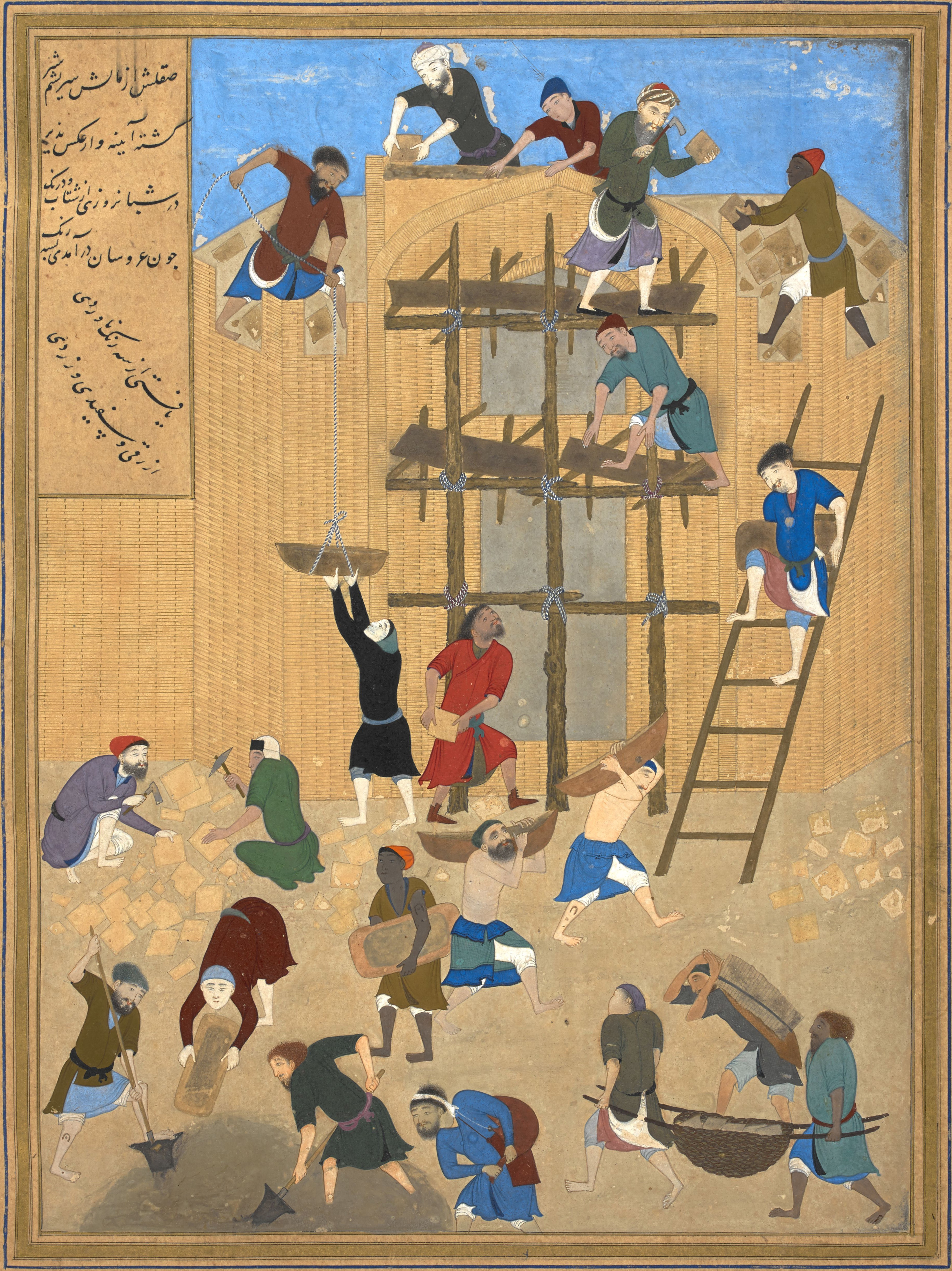
La construction d'un fort, Bihzad, 1494-95, British Museum

Sous Sultan Husayn Mirza Bayqara (1438-1506) et son ministre Mir Ali Shir Nava'i, la peinture reprend vie, s'inspirant des modèles de Herat avant 1440. Cependant, on note une évolution dans le style, qui semble plus "naturaliste" (dans les formes et les gestes des personnages notamment), et recherche également une composition plus harmonieuse dans le rapport entre paysage et architecture.
L'école de Hérat est alors particulièrement brillante grâce à deux peintres, Mirak et surtout Kamal al-Din Bihzad, son élève, considéré comme le plus grand peintre persan par la plupart des spécialistes. On peut signaler un Bustan de Sa'adi daté de 1488 qui comporte des peintures signées de sa main (Bibliothèque nationale du Caire), et qui présente un travail très fin de l'architecture. Bihzad en effet porte un grand intérêt à l'architecture ; il travaille également sur l'expressivité de ses personnages et sur l'inclusion de plusieurs scènes dans une même construction. Son travail se poursuivra dans l’atelier du souverain safavide Shah Ismail

## Pour en savoir plus